# Frank Wiblishauser
Frank Wiblishauser (* 18. Oktober 1977 in Memmingen) ist ein ehemaliger deutscher Fußballspieler und heutiger Trainer des TSV Kottern.

## Karriere

### Vereine
Vom fünften bis siebzehnten Lebensjahr spielte Wiblishauser in seinem Heimatverein FC Memmingen, ehe er 1994 zu den Amateuren des FC Bayern München gelangte. Von 1996 bis 1998 gehörte er dem Profi-Kader an, kam aber nie zum Einsatz.
Von 2000 bis 2006 stand er beim 1. FC Nürnberg unter Vertrag. In seiner ersten Saison in der 2. Bundesliga spielte er 33 Mal für den „Club“ und schaffte den Aufstieg in die Bundesliga.
Sein Bundesliga-Debüt gab er am 28. Juli 2001 (1. Spieltag) bei der 0:2-Niederlage bei Borussia Dortmund; sein erstes Tor – zum zwischenzeitlichen 1:1 – erzielte er am 28. Oktober 2001 (11. Spieltag) bei der 1:3-Heimniederlage gegen Hertha BSC. Frank Wiblishauser hatte in seiner Zeit in Nürnberg mit hartnäckigen Verletzungen zu kämpfen und konnte sich nicht mehr in die erste Mannschaft spielen. Mit zwei Aufstiegen und einem Abstieg bestritt Wiblishauser 32 Erst- (1 Tor) und 44 Zweitligaspiele sowie einen Einsatz im DFB-Pokal-Wettbewerb.
Am 31. August 2005 – mit Wechsel in die Schweiz – war er spielberechtigt für den FC St. Gallen, für den er am 11. September 2005 (8. Spieltag) beim 1:0-Sieg im Auswärtsspiel gegen Neuchâtel Xamax debütierte und 23 Ligaspiele absolvierte.
Von 2006/07 bis 2009/10 – wieder in Deutschland – absolvierte er für den Zweitligisten TuS Koblenz 60 Liga- und 3 DFB-Pokal-Spiele. 

### Nationalmannschaft
Am 25. Februar 1997 gab Wiblishauser sein Debüt in der U-21-Nationalmannschaft, als diese in Herzliya ein 1:1-Unentschieden gegen Israel erzielte. Sein letztes von neun Spielen bestritt er am 13. Oktober 1998 in Chișinău beim 2:0-Sieg über die Auswahlmannschaft Moldawiens. In die Olympia-Auswahlmannschaft wurde er 1998 fünfmal berufen; erstmals am 4. März in Casablanca beim 1:0-Sieg über die Auswahlmannschaft Marokkos. Es folgten Begegnungen gegen Auswahlmannschaften Israels (1:1), Chinas (1:1), Brasiliens (1:3) und Portugals (0:1).

## Sonstiges
Nach Beendigung der Fußballkarriere absolvierte Wiblishauser eine Ausbildung zum Heilpraktiker und eröffnete 2012 seine eigene Naturheilpraxis in seinem Heimatort Memmingen.
Aktuell trainiert er den Bezirksligisten TV Bad Grönenbach. Ab der Saison 2017/2018 wurde er Cheftrainer beim Fußball-Bayernligisten TSV Kottern. Nach einer erfolgreichen Saison mit Tabellenplatz 4 löst Wiblishauser seinen zuvor verlängerten Vertrag auf Grund „unterschiedliche Auffassungen in der sportlichen Planung“ im beiderseitigen Einvernehmen auf. Am 4. Oktober 2022 gab Kottern bekannt, dass Wiblishauser erneut Trainer wird, er tritt die Nachfolge von Matthias Günes an.